# Домбрувка (гміна Сенно)
Домбрувка (пол. Dąbrówka) — село в Польщі, у гміні Сенно Ліпського повіту Мазовецького воєводства.
Населення — 204 особи (2011).
У 1975-1998 роках село належало до Радомського воєводства.

## Демографія
Демографічна структура станом на 31 березня 2011 року:
|          | Загалом | Допрацездатний вік | Працездатний вік | Постпрацездатний вік |
| -------- | ------- | ------------------ | ---------------- | -------------------- |
| Чоловіки | 104     | 19                 | 76               | 9                    |
| Жінки    | 100     | 22                 | 57               | 21                   |
| Разом    | 204     | 41                 | 133              | 30                   |